# Massimo Gaudioso
Massimo Gaudioso (* 18. Februar 1958 in Neapel) ist ein italienischer Filmregisseur.

## Leben
Gaudioso schloss in Wirtschaftswissenschaften an der Universität Neapel ab und belegte dann Drehbuch- und Regiekurse bei Ugo Pirro und Nikita Michalkow. Er drehte dann zahlreiche Werbe- und Industriefilme sowie Auftragsarbeiten für das Fernsehen, bevor er 1997 – zusammen mit Fabio Nunziata und Eugenio Cappuccio – mit dem stark autobiografisch gefärbten Il caricatore als Kino-Regisseur debütierte (als Kurzfilm war er zwei Jahre zur bereits im 16-mm-Format gedreht und ausgezeichnet worden); auch das Drehbuch und die Darstellung wurden von diesem Team übernommen. Zwei Jahre später folgte La vita è una sola. Im neuen Jahrtausend war Gaudioso in erster Linie als Drehbuchautor aktiv. Für L'imbalsamatore, den er mit Matteo Garrone und Ugo Chiti schrieb, erhielt Gaudioso einen David di Donatello. Gomorra aus dem Jahr 2008 wurde mehrfach ausgezeichnet.

## Filmografie (Auswahl)
- 1997: Il caricatore
- 1999: La vita è una sola
- 2003: Körper der Liebe (Primo amore)
- 2008: Gomorrha – Reise in das Reich der Camorra (Gomorra)
- 2010: Willkommen im Süden (Benvenuti al Sud)
- 2018: Dogman (nur Drehbuch)
- 2023: Io capitano (nur Drehbuch)